# 伊万·巴尔金
伊万·帕夫洛维奇·巴尔金（俄語：Иван Павлович Бардин，1883年—1960年），苏联冶金学家，苏联科学院副院长。社会主义劳动英雄。第一至五届苏联最高苏维埃联盟院代表。

## 生平
1883年生于一个农民的家庭里。1906年进入基辅理工学院，1910年毕业，期间对冶金产生兴趣。十月革命后，他积极地领导了一些重大工厂的恢复和改建工作。1932年当选苏联科学院院士。从1937年起，在黑色冶金方面担任重要职务，1939年起任苏联科学院冶金研究所所长。1942年当选苏联科学院副院长，此后一直连任，直到1960年1月7日去世。
巴尔金是享有国际声誉的冶金专家。他在巨型冶金工厂的全盘机械化设计，标准冶金设备的制造，氧气冶炼的利用，以及在研究新的尖端科学部门所需要的金属方面等作出了卓越的贡献。

## 轶闻
1955年，巴尔金曾率领苏联科学院代表团访华，参加了中国科学院的学部成立大会。他在北京医院检查身体时，医生作了检查后向领导汇报，说巴尔金的心脏病很严重，随时都可能死去。陈毅听了很紧张，交给张稼夫两项任务：一是陪同巴尔金访问；二是抽一些人跟着他，向他学冶金技术。期间，巴尔金和叶渚沛志同道合，谈得非常投机。他们向冶金工业部提出了引进转炉氧气顶吹炼钢技术等提议，但受到多方阻挠，最终未能实施。